# Liste der Filmfestivals in Brasilien
Die Liste der Filmfestivals in Brasilien führt die Namen der Filmfestivals auf, die in Brasilien stattfinden oder stattfanden.
Dabei werden genannt: die Jahreszahl der jeweiligen ersten Festival-Ausgabe, der Ort (die Stadt), in dem sich die jeweilige(n) Festival-Spielstätte(n) befinden, sowie die inhaltliche Spezialisierung des jeweiligen Festivals, mit Nennung des Ende-Datums bei eingestellten Festivals (soweit bekannt). Hierbei wird die Bezeichnung international verwendet, wenn es hinsichtlich der Produktionsländer der Filme keine geographische Einschränkung gibt. Die Liste ist aufsteigend nach Gründungsjahren geordnet, ein Farbwechsel in den Reihen markiert einen Wechsel im Jahrzehnt des Gründungsdatums. 
Die Liste erhebt keinen Anspruch auf Vollständigkeit.
| seit | Name des Filmfestivals                                                      | Ort                                  | Ausrichtung                                                                                   |
| ---- | --------------------------------------------------------------------------- | ------------------------------------ | --------------------------------------------------------------------------------------------- |
| 1965 | Festbrasília - Festival de Brasília do Cinema Brasileiro                    | Brasília                             | neue internationale Filme, brasilianischer Wettbewerb, von 1972 bis 1974 ausgesetzt           |
| 1965 | Festival do Jornal do Brasil                                                | Rio de Janeiro                       | brasilianische Kurzfilme, 1979 eingestellt                                                    |
| 1972 | Jornada Internacional de Cinema da Bahia                                    | Salvador                             | internationale Filme                                                                          |
| 1973 | Super Festival Nacional do Filme Super 8                                    | São Paulo                            | Independent-Film aller Formate, 1983 eingestellt                                              |
| 1973 | Filmfestival von Gramado (Festival de Cinema de Gramado)                    | Gramado                              | brasilianische und lateinamerikanische Filme                                                  |
| 1977 | Mostra Internacional de Cinema de São Paulo                                 | São Paulo                            | internationale Spiel- und Dokumentarfilme                                                     |
| 1977 | Festival Guarnicê de Cinema                                                 | São Luís                             | brasilianische Filme                                                                          |
| 1984 | Rio Cine Festival                                                           | Rio de Janeiro                       | 1999 zum Festival do Rio fusioniert                                                           |
| 1988 | Mostra Banco Nacional de Cinema                                             | Rio de Janeiro                       | 1999 zum Festival do Rio fusioniert                                                           |
| 1990 | Kinoforum - Festival Internacional de Curtas-Metragens de São Paulo         | São Paulo                            | internationale Kurzfilme                                                                      |
| 1991 | Cine Ceará                                                                  | Fortaleza                            | internationale Filme                                                                          |
| 1991 | Festival Curta Cinema                                                       | Rio de Janeiro                       | internationale Kurzfilme                                                                      |
| 1991 | Festival do Minuto                                                          | São Paulo                            | Filme zwischen einer Sekunde und einer Minute Länge                                           |
| 1991 | Festival Mundial do Minuto                                                  |                                      | Filme bis zu einer Minute Länge, in über 100 Kulturzentren des Landes gezeigt                 |
| 1992 | Festival de Cinema e Vídeo de Cuiabá                                        | Cuiabá                               | lateinamerikanische und brasilianische Filme und Videos                                       |
| 1993 | Festival de Cinema da Bienal Internacional de Curitiba                      | Curitiba                             | internationale Filme, seit 2014 jährlich, davor Teil der Biennale von Curitiba                |
| 1993 | Festival Mix Brasil de Cultura da Diversidade                               | São Paulo                            | internationale LGBTQIA+-Filme                                                                 |
| 1993 | Festival de Cinema de Vitória                                               | Vitória                              | brasilianische Filme, ehemals Vitória Cine Vídeo                                              |
| 1993 | Anima Mundi - Festival Internacional de Animação do Brasil                  | Rio de Janeiro und São Paulo         | internationale Animationsfilme                                                                |
| 1994 | Festival Internacional de Curtas de Belo Horizonte                          | Belo Horizonte                       | internationale Kurzfilme (Film und Video)                                                     |
| 1996 | É Tudo Verdade – Festival Internacional de Documentários                    | São Paulo und Rio de Janeiro         | brasilianische und internationale Dokumentarfilme                                             |
| 1997 | Cine PE – Festival Audiovisual                                              | Recife                               | brasilianische Filme                                                                          |
| 1998 | Mostra de Cinema de Tiradentes                                              | Tiradentes                           | brasilianische Filme                                                                          |
| 1999 | Festival do Rio (Rio de Janeiro International Film Festiva)                 | Rio de Janeiro                       | internationale Filme, auch als Cine Pernambuco oder Festival do Recife bekannt                |
| 1999 | Festival Internacional de Cinema e Vídeo Ambiental                          | Goiás                                | Filme zu ökologischen Themen                                                                  |
| 1999 | FIC Brasília - Festival Internacional de Cinema de Brasília                 | Brasília                             | internationale Debüt-Filme                                                                    |
| 1999 | Festival Kinoarte de Cinema                                                 | Londrina                             | brasilianische Filme (ehemals Mostra Londrina de Cinema)                                      |
| 2001 | Amazonas Film Festival                                                      | Manaus                               | brasilianische Filme, 2013 nach Mittelkürzungen des Bundesstaats Amazonas eingestellt         |
| 2001 | Mostra Internacional de Filmes de Montanha                                  | Rio de Janeiro                       | Berg-, Outdoor- und Abenteuerfilme                                                            |
| 2001 | Mostra de Cinema Mundial (Indie)                                            | São Paulo und Belo Horizonte         | Teil des Festivals in 18 Ländern                                                              |
| 2001 | Histórias Curtas                                                            | Porto Alegre                         | Kurzfilme, 2014 wieder eingestellt                                                            |
| 2002 | REcine – Festival Internacional de Cinema de Arquivo                        | Rio de Janeiro                       | brasilianische Dokumentarfilm, 2014 eingestellt, 2015 als Arquivo em Cartaz neu gestartet     |
| 2002 | Mostra do Filme Livre                                                       | Rio de Janeiro                       | Independent-Filme                                                                             |
| 2002 | Santa Maria Vídeo e Cinema                                                  | Santa Maria                          | internationale Filme, brasilianische Wettbewerbe, 2013 eingestellt, 2017 wieder aufgenommen   |
| 2003 | FLÕ - Festival do Livre Olhar                                               | Porto Alegre                         | internationale Experimental- und Autorenfilme                                                 |
| 2003 | Festival Assim Vivemos – Festival Internacional de Filmes sobre Deficiência | Rio de Janeiro, Brasília, São Paulo  | internationale Filme zu Behinderungen                                                         |
| 2003 | Festival Internacional de Cinema Infantil (FICI)                            | mehrere Städte                       | internationale Kinder- und Jugendfilme                                                        |
| 2004 | Festival Internacional de Cinema Feminino                                   | Rio de Janeiro                       | internationale von Frauen gedrehte Filme                                                      |
| 2004 | Fest Cine Maringá - Festival de Cinema de Maringá                           | Maringá                              | brasilianische Filme                                                                          |
| 2005 | CinePort - Festival de Cinema de Países de Língua Portuguesa                | verschiedene Städte                  | Filme aus dem lusofonen Sprachraum, Wanderfestival durch mehrere Länder                       |
| 2005 | Fest Aruanda do Audiovisual Brasileiro                                      | Manaíra bei João Pessoa              | internationale Spiel- und Kurzfilme                                                           |
| 2005 | Fantaspoa - Festival de Cinema Fantástico de Porto Alegre                   | Porto Alegre                         | internationale phantastische Filme                                                            |
| 2005 | Curta Taquary - Festival de Audiovisual                                     | Taquaritinga do Norte (Pernambuco)   | brasilianische und lateinamerikanische Kurzfilme                                              |
| 2005 | Festival de Cinema Italiano                                                 | São Paulo                            | italienische Kinofilme                                                                        |
| 2005 | VURTA 8 - Festival Internacional de Cinema em Super 8 de Curitiba           | Curitiba                             | internationale Super-8-Filme                                                                  |
| 2006 | Mostra Curta Fantástico                                                     | São Paulo                            | phantastische Filme                                                                           |
| 2006 | Granimado                                                                   | Gramado                              | Animationsfilme, 2008 wieder eingestellt                                                      |
| 2006 | Comunicurtas - Festival Audiovisual de Campina Grande                       | Campina Grande                       | regionale Filme, von der Universidade Estadual da Paraíba veranstaltet                        |
| 2006 | Festival de Cinema do Paraná                                                | Curitiba                             | brasilianische und lateinamerikanische Filme, 2010 wieder eingestellt                         |
| 2007 | Festival Cinema com Farinha                                                 | Patos (Paraíba)                      | regionale und brasilianische Filme                                                            |
| 2008 | Cel.U.Cine - Festival de Micrometragens                                     | Rio de Janeiro                       | Kurzfilme und kurze Videoclips                                                                |
| 2009 | CRASH – Mostra Internacional de Cinema Fantástico                           | (Goiás)                              | internationale Lang- und Kurzfilme, Spielfilme und Animationsfilme, seit 2020 Online-Festival |
| 2009 | Festival In-Edit Brasil                                                     | São Paulo                            | Musik-Dokumentationen, brasilianischer Ableger des In-Edt-Festivals aus Barcelona (seit 2002) |
| 2009 | Festival Ver e Fazer Filmes                                                 | Cataguases                           | Kurzfilme aus dem Bundesstaat Minas Gerais                                                    |
| 2010 | Cinefoot - Festival de Cinema de Futebol                                    | verschiedene Städte                  | lateinamerikanische Fußballfilme                                                              |
| 2010 | Cinefantasy                                                                 | São Paulo                            | internationale Thriller, Science-Fiction- und Horrorfilme                                     |
| 2011 | Festival de Filmes Outdoor Rocky Spirit                                     | São Paulo                            | Freiluftkino-Festival, internationale Dokumentarfilme über Outdoor-Sport                      |
| 2012 | Curta Brasília                                                              | Brasília                             | internationale Kurzfilme, im Wettbewerb brasilianische Kurzfilme aller Art                    |
| 2013 | Cineserra – Festival do Audiovisual da Serra Gaúcha                         | verschiedene Städte der Serra Gaúcha | regionale Filme und Videos                                                                    |
| 2013 | Festival Brasil de Cinema Internacional                                     | Rio de Janeiro                       | internationale Filme                                                                          |
| 2015 | Arquivo em Cartaz                                                           | Rio de Janeiro                       | brasilianische Dokumentarfilme, Nachfolger des 2014 eingestellten REcine                      |
| 2015 | Festival Curta Campos do Jordão                                             | Campos do Jordão                     | brasilianische Kurzfilme                                                                      |
| 2016 | Festival Internacional de Cinema de Realizadoras                            | Recife                               | Filme von Regisseurinnen                                                                      |
| 2017 | Festival Ecrã                                                               | Rio de Janeiro                       | experimentelle Filme und audiovisuelle Kunst                                                  |
| 2020 | Mostra MacaBRo - Horror Brasileiro Contemporâneo                            | (online)                             | brasilianische Horrorfilme                                                                    |
| 2022 | Festival de Cinema de Vassouras                                             | Vassouras                            | brasilianische Filme (Erstauflage 2020 wegen Covid-19-Pandemie auf 2022 verschoben)           |